# Cyaniris pellax
Cyaniris pellax är en fjärilsart som beskrevs av Hans Fruhstorfer 1910. Cyaniris pellax ingår i släktet Cyaniris och familjen juvelvingar. Inga underarter finns listade i Catalogue of Life.